# WWE 페이퍼뷰

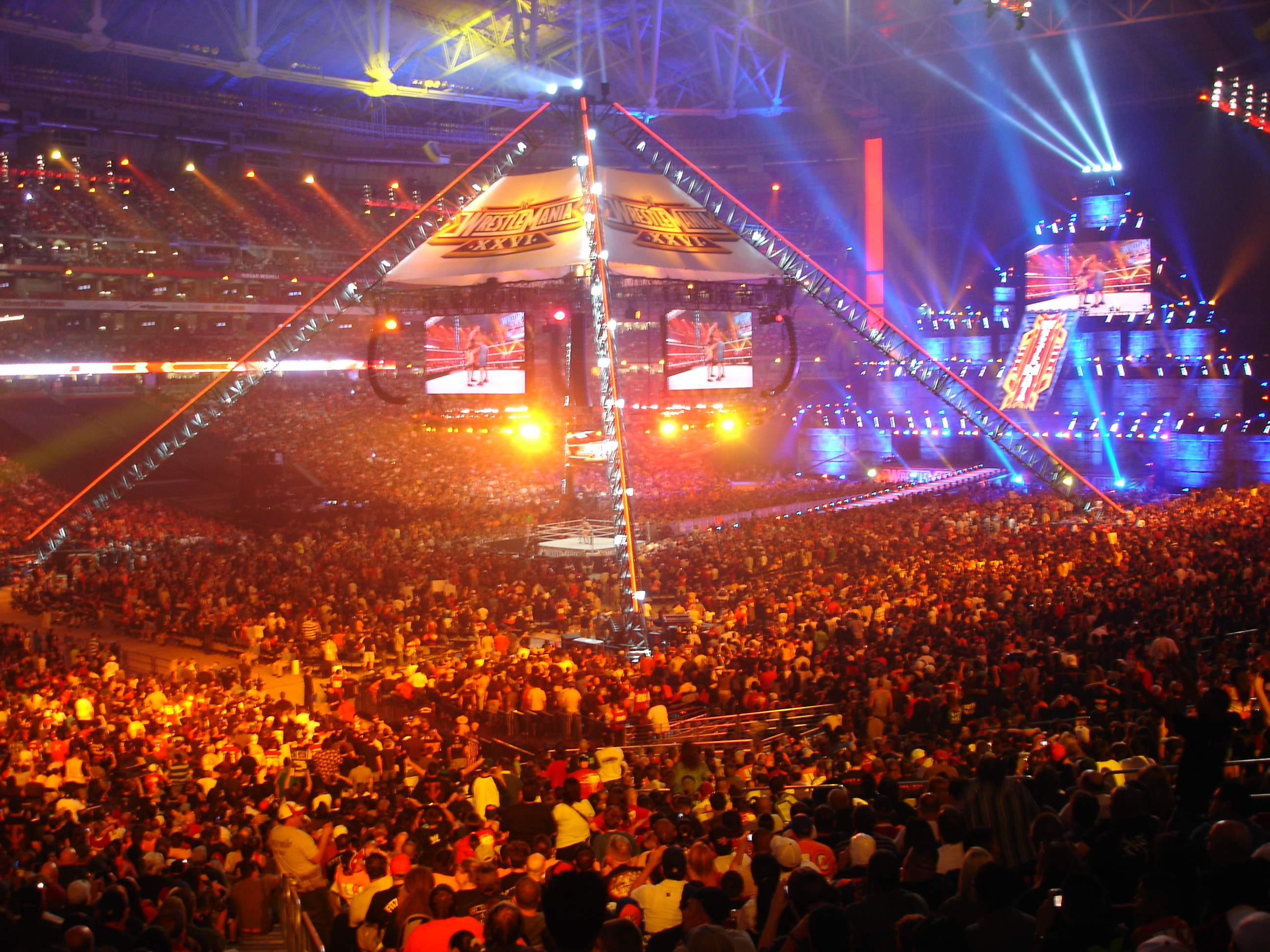
레슬매니아 26의 한장면

WWE 페이퍼뷰는 WWE에서 진행하는 페이퍼뷰를 말한다. 거의 한 달에 1회씩 진행되며, 레슬매니아를 제외한 나머지 페이퍼뷰는 모두 2시간 이상 진행이 된다.

## 역사
과거 WWWF시절에는 페이퍼뷰가 없었다면 70~80년부터 페이퍼뷰가 시작되었다.또WWE역사상 최초로 알려진 페이 퍼 뷰는 WWF 시절 1985년 11월에 시카고에서 열린 더 레슬링 클래식으로 알려져 있지만 실제로는 같은 해 3월에 펼치진 첫 번째 레슬마니아가 첫 페이 퍼 뷰이다. 처음 두 해의 레슬매니아가 성공가도를 달리게 되면서 레슬매니아 3가 프로레슬링 역사상 가장 유명해지게 되었고 페이 퍼 뷰 시스템의 확장으로 이어진다.
1987년 11월 29일 첫 번째 서바이벌 시리즈는 NWA의 최대 페이 퍼 뷰인 스타케이드와 대결을 하게 된다. WWE는 케이블 채널들이 스타케이드를 방영할 경우 앞으로 있을 WWE 페이 퍼 뷰 방영을 금지하도록 하였다. 그리하여 대부분의 메이저급 채널들은 서바이벌 시리즈를 방영하게 되었고 그 결과 스타케이드가 시청률이 저조해지면서 짐 크로켓 프로모션을 파산하게 된다. 1988년 1월 USA 네트워크를 통해 첫 번째 로얄 럼블이 방영되었는데 USA 네트워크 역사상 최고의 시청률을 자랑하면서 로얄 럼블은 1989년부터 페이 퍼 뷰가 된다.
1988년 8월 메디슨 스퀘어 가든에서 첫 번째 서머슬램이 개최된다. 1993년에 로얄럼블은 1월, 레슬매니아는 3월 또는 4월, 썸머슬램은 8월, 서바이벌 시리즈는 11월에 열리면서 한 해를 대표하는 페이 퍼 뷰가 된다. (그 해 6월에 킹 오브 더 링이 첫 선을 보인다.) 1995년 5월에 WWE는 월마다 페이 퍼 뷰를 개최하기로 하지만 준비가 되지 않은 상태였다. 우선, WWE는 인 유어 하우스라는 브랜드를 도입하였는데 이는 1996년에 서로 인 유어 하우스라는 이름하에 서로 다른 부재를 가지고 시작하게 되었다. (예를 들어 배드 블러드, 노 웨이 아웃) 최근에 WWE가 완벽한 월간 페이 퍼 뷰 시스템을 도입하기까지는 90년대 후반부터 2003년까지 1년에 12번의 페이 퍼 뷰가 개최되었다. 2004년에는 13번의 페이 퍼 뷰를, 2005년에는 14번의 페이 퍼뷰, 2006년에는 16번의 페이 퍼 뷰, 2007년에 14번의 페이 퍼 뷰를 개최하였다. 2008년에는 뉴 이어즈 레볼루션이 폐지되고 페이 퍼 뷰는 총 14번 개최하게 되었다. 미국에서는 인 디멘드, 디시 네트워크, DirecTV를 통해 방송하고 있다.
WWE는 2003년까지 12번의 정식 페이 퍼 뷰 외에도 영국에서의 페이 퍼뷰를 개최하였으나, 브랜드 분리가 되면서 영국의 페이 퍼 뷰는 폐지가 되고 영국에서도 TV 쇼 녹화, 인터내셔널 투어 (하우스 쇼)가 펼쳐지게 된다. 현재 WWE는 레슬매니아 직후에 레슬매니아 리벤지 투어, 서바이벌 시리즈 투어를 연말에 영국에서 개최한다. 또한 러와 스맥다운 녹화도 이루어지고 있다. 호주에서는 메인에벤트 채널을 통해서 방영된다. 영국과 아일랜드에서는 스카이 스포츠1 채널과 스카이 박스오피스를 통해 방영된다. 2008년 로얄럼블을 시작으로 WWE 페이 퍼 뷰는 북미지역에서 HD 방송이 시작되고 영국과 아일랜드에서는 레슬매니아 26부터 HD 방식으로 방송되고 있다.

## 진행 중인 페이 퍼 뷰(pay-per-view)
2003년 6월 WWE는 브랜드 분리의 일한으로 브랜드별 페이 퍼 뷰를 진행한다. (러, 스맥다운, 2006년부터는 ECW 포함) 그러나 4대 페이 퍼 뷰라고 하는 로얄 럼블, 레슬매니아, 섬머슬램, 서바이벌 시리즈는 브랜드 분리와는 별개로 진행되었다. 2005년 후반부터 페이 퍼 뷰에서 브랜드간 교류전이 진행된다. 2007년 3월에 WWE는 예전 방식으로 3대 브랜드 통합으로 페이 퍼 뷰를 개최한다고 발표하고 2007년 백래쉬 (레슬매니아 XXIII 다음 페이 퍼 뷰)부터 시행된다. 2016년 7월 RAW, 스맥다운을 다시 분리하기로 결정하면서 2016년 9월을 기점으로 다시 브랜드별 페이 퍼 뷰를 진행하였으나, 2018년 5월부터 다시 PPV만 통합으로 진행될 예정이다.
| 날짜             | 이벤트명             | 장소                        | 경기장               |
| ---------------- | -------------------- | --------------------------- | -------------------- |
| 2025년 2월 1일   | 로열 럼블            | 인디애나주 인디애나폴리스   | 루카스오일 스타디움  |
| 2025년 3월 1일   | 일리미네이션 체임버  | 온타리오주 토론토           | 로저스 센터          |
| 2025년 4월 19일  | 레슬매니아           | 네바다주 패러다이스         | 얼리전트 스타디움    |
| 2025년 4월 20일  | 레슬매니아           | 네바다주 패러다이스         | 얼리전트 스타디움    |
| 2025년 5월 10일  | 백래시               | 미주리주 세인트루이스       | 엔터프라이즈 센터    |
| 2025년 6월 7일   | 머니 인 더 뱅크      | 캘리포니아주 잉글우드       | 인튜이트 돔          |
| 2025년 6월 28일  | 나이트 오브 챔피언스 | 리야드                      | 킹덤 아레나          |
| 2025년 7월 13일  | 에볼루션             | 조지아주 애틀랜타           | 스테이트팜 아레나    |
| 2025년 8월 2일   | 서머슬램             | 뉴저지주 이스트러더퍼드     | 메트라이프 스타디움  |
| 2025년 8월 3일   | 서머슬램             | 뉴저지주 이스트러더퍼드     | 메트라이프 스타디움  |
| 2025년 8월 31일  | 클래시 인 파리       | 낭테르 라데팡스             | 파리 라데팡스 아레나 |
| 2025년 10월 11일 | 크라운 주얼          | 웨스턴오스트레일리아주 퍼스 | RAC 아레나           |
| 2025년 11월 29일 | 서바이벌 시리즈      | 캘리포니아주 샌디에고       | 펫코 파크            |

## 과거의 페이 퍼 뷰(pay-per-view)
| 이벤트명                       | 개최년도                    | 참고사항                                                             |
| ------------------------------ | --------------------------- | -------------------------------------------------------------------- |
| 더 레슬링 클래식               | 1985년                      | 빈칸                                                                 |
| 디스 튜즈데이 인 텍사스        | 1991년                      | 빈칸                                                                 |
| 킹 앤드 퀸 오브 더 링          | 1993년~2002년 2015년 2024년 | 빈칸                                                                 |
| 인 유어 하우스                 | 1995년~1999년               | 빈칸                                                                 |
| 오버 더 에지                   | 1998년~1999년               | 오웬 하트의 추락사 이후 폐지.                                        |
| 풀리 로디드                    | 1998년~2000년               | 빈칸                                                                 |
| 인베이젼                       | 2001년                      | 빈칸                                                                 |
| 원 나잇 스탠드                 | 2005년~2008년               | 2009년에는 익스트림 룰스로 명칭 변경됨.                              |
| 디셈버 투 디스멤버             | 2006년                      | ECW만의 유일한 페이 퍼 뷰. 시청률 및 구매율 부진으로 폐지.           |
| 뉴 이어즈 레볼루션             | 2005년~2007년               | WWE에서 페이 퍼 뷰 숫자를 다시 줄이면서 폐지.                        |
| 언포기븐                       | 1998년~2008년               | 빈칸                                                                 |
| 노 머시                        | 1999년~2008년 2016년~2017년 | 빈칸                                                                 |
| 사이버 선데이                  | 2004년~2008년               | 타부 튜브데이 2004년~2005년 사이버 선데이 2006년~2008년              |
| 아마게돈                       | 1999년~2000년 2002년~2008년 | 2001년 9.11테러 사건으로 인해 1년간 폐지시켰다가 2002년에 다시 개최. |
| 노 웨이 아웃                   | 1998년 2000년~2009년 2012년 | 빈칸                                                                 |
| 노 홀즈 바                     | 1989년                      | 영화와 페이퍼뷰가 함께 함.                                           |
| 저지먼트 데이                  | 1998년 2000년~2009년        | 빈칸                                                                 |
| 벤전스                         | 2001년~2007년 2011년        | 빈칸                                                                 |
| 그레이트 아메리칸 배시         | 2004년~2009년               | 2009년에는 더 배시로 명칭 변경됨.                                    |
| 익스트림 룰스                  | 2009년~2022년               | 빈칸                                                                 |
| 브레이킹 포인트                | 2009년                      | 빈칸                                                                 |
| 헬 인 어 셀                    | 2009년~2022년               | 빈칸                                                                 |
| 브래깅 라이츠                  | 2009년~2010년               | 빈칸                                                                 |
| TLC: 테이블스, 래더스 & 체어스 | 2009년~2020년               | 빈칸                                                                 |
| 오버 더 리밋                   | 2010년~2012년               | 빈칸                                                                 |
| 페이탈 4웨이                   | 2010년                      | 빈칸                                                                 |
| 캐피털 퍼니시먼트              | 2011년                      | 빈칸                                                                 |
| 배틀그라운드                   | 2013년~2017년               | 빈칸                                                                 |
| NXT 어라이벌                   | 2014년                      | NXT 첫 페이퍼 뷰.                                                    |
| 클래시 오브 챔피언스           | 2016년~2020년               | 빈칸                                                                 |
| 로드블럭                       | 2016년                      | 빈칸                                                                 |
| 그레이트 볼스 오브 파이어      | 2017년                      | 빈칸                                                                 |
| 스톰핑 그라운드                | 2019년                      | 빈칸                                                                 |
| 데이 1                         | 2022년                      | 빈칸                                                                 |

## 인터내셔널 페이 퍼 뷰(pay-per-view)
| 이벤트명               | 개최년도      | 참고사항 |
| ---------------------- | ------------- | --- |
| 원 나이트 온리         | 1997년        | 1997년에 영국에서 개최. 유럽과 캐나다에서만 시청 가능.                                                              |
| 캐피털 캐니지          | 1998년        | 1998년 영국에서 12월에 개최.                                                                                        |
| 노 머시 (영국)         | 1999년        | 5월에 개최. 영국에서 개최되었으며 같은 해 미국에서 개최된 노 머시와는 다른 페이 퍼 뷰.                              |
| 리벨리온               | 1999년~2002년 | 1999년과 2002년 10월에 개최됨. 2001년에는 11월, 2000년에는 12월에 개최.                                             |
| 인서렉션               | 2000년~2003년 | 2000년부터 2002년 5월에 개최됨. 2003년에는 6월에 개최.                                                              |
| 더 비스트 인 이스트    | 2015년        | 7월에 개최. 일본에서 개최되었다.                                                                                    |
| 그레이티스트 로열 럼블 | 2018년        | 4월 27일에 개최. 사우디아라비아에서 개최되었다.                                                                     |
| 슈퍼 쇼-다운           | 2018년~2020년 | 2018년 10월 6일에 오스트레일리아에서 개최되었다가 2019년 6월 7일과 2020년 2월 27일에 사우디아리바아에서 개최되었다. |

## 최다 페이퍼뷰 참가선수
| 순위 | 레슬러        | 참가 횟수 | 첫번째 페이퍼뷰                           | 마지막 페이퍼뷰                   |
| ---- | ------------- | --------- | ----------------------------------------- | --------------------------------- |
| 1    | 랜디 오턴     | 193회     | WWE 서머슬램 (2003)                       | WWE 서머슬램 (2025)               |
| 2    | 케인          | 176회     | WWF 서머슬램 (1995)                       | WWE 로열 럼블 (2021)              |
| 3    | 언더테이커    | 174회     | WWF 서바이버 시리즈 (1990)                | WWE 레슬매니아 36                 |
| 4    | 트리플 H      | 173회     | WWF 서머슬램 (1995)                       | WWE 슈퍼 쇼-다운 (2019)           |
| 5    | 존 시나       | 172회     | WWE 벤전스 (2002)                         | WWE 서머슬램 (2025)               |
| 6    | 에지          | 145회     | WWF 서머슬램 (1998)                       | WWE 레슬매니아 39                 |
| 7    | 크리스 제리코 | 144회     | WWF 언포기븐 (1999)                       | WWE 그레이티스트 로열 럼블 (2018) |
| 8    | 빅 쇼         | 142회     | WWF 레슬매니아 15                         | WWE 서머슬램 (2017)               |
| 9    | 미즈          | 136회     | WWE 아마게돈 (2004)                       | WWE 로열 럼블 (2025)              |
| 10   | 세스 롤린스   | 126회     | WWE TLC: 테이블스, 래더스 & 체어스 (2012) | WWE 서머슬램 (2025)               |

## 같이 보기
- 클래시 오브 더 챔피언스